# 花園博物館

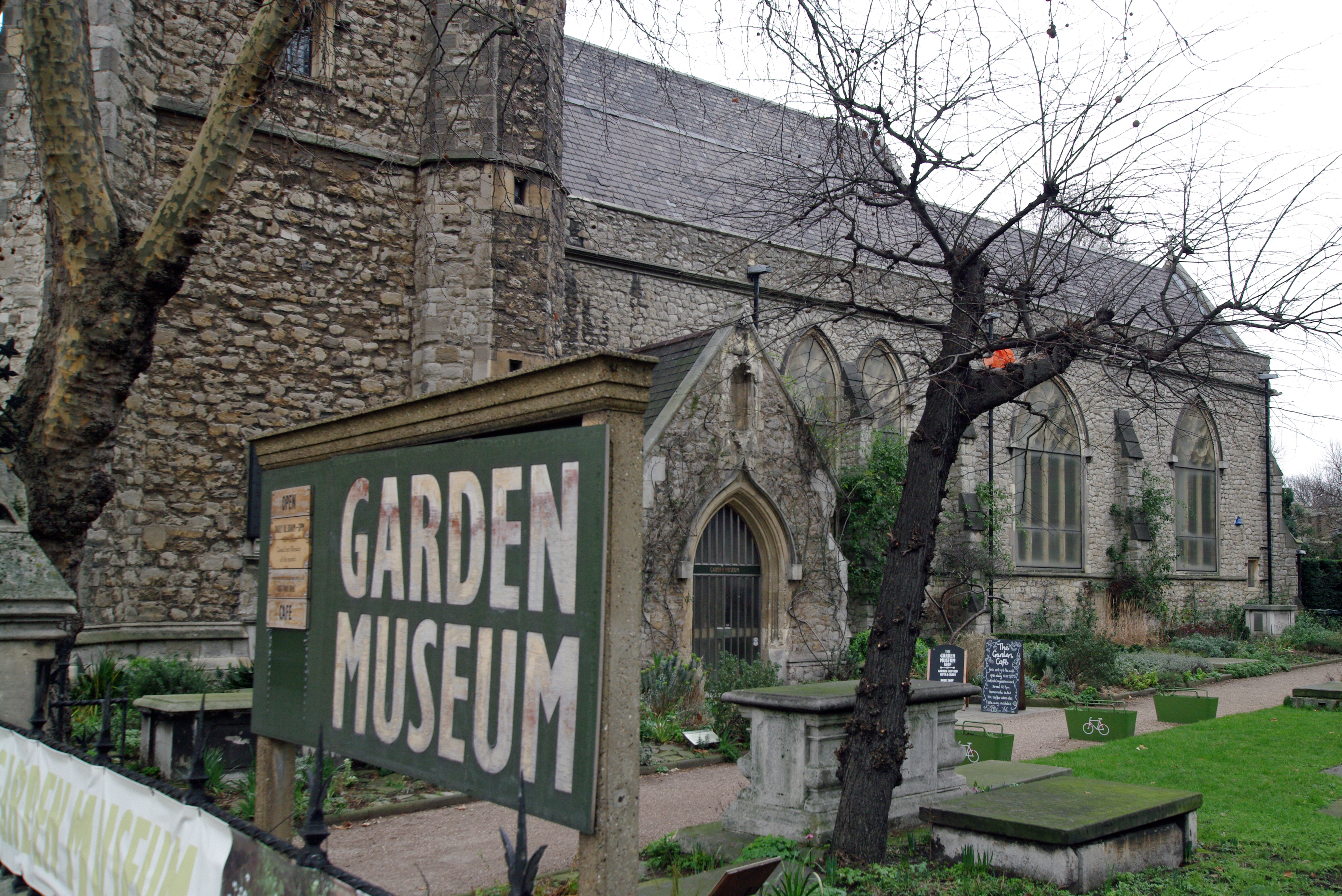
花園博物館

花園博物館（Garden Museum），舊稱花園史博物館，是位於倫敦泰晤士河南岸蘭貝斯路的一座博物館。花園博物館地處蘭貝斯聖瑪麗教堂。聖瑪麗教堂是一座維多利亞時代的建築，在1972年被廢除並曾計劃拆除，但在1976年得到保留並改建為花園博物館。花園博物館是世界首座園藝史博物館。

## 外部連結
- Garden Museum （页面存档备份，存于）
- Events and Temporary Exhibitions at the Garden Museum
- Obituary of Rosemary Nicholson, foundress of the Museum, 26 November 2004, Telegraph
- Church of St Mary, Lambeth entry at the Survey of London （页面存档备份，存于）

51°29′42″N 0°07′13″W / 51.4950°N 0.1202°W